# Cloniophorus basilewskyi
Cloniophorus basilewskyi es una especie de escarabajo longicornio del género Cloniophorus, tribu Callichromatini, subfamilia Cerambycinae. Fue descrita científicamente por Lepesme y Breuning en 1955.

## Descripción
Mide 20-21 milímetros de longitud.

## Distribución
Se distribuye por República Democrática del Congo y Ruanda.